# Batedor de braç

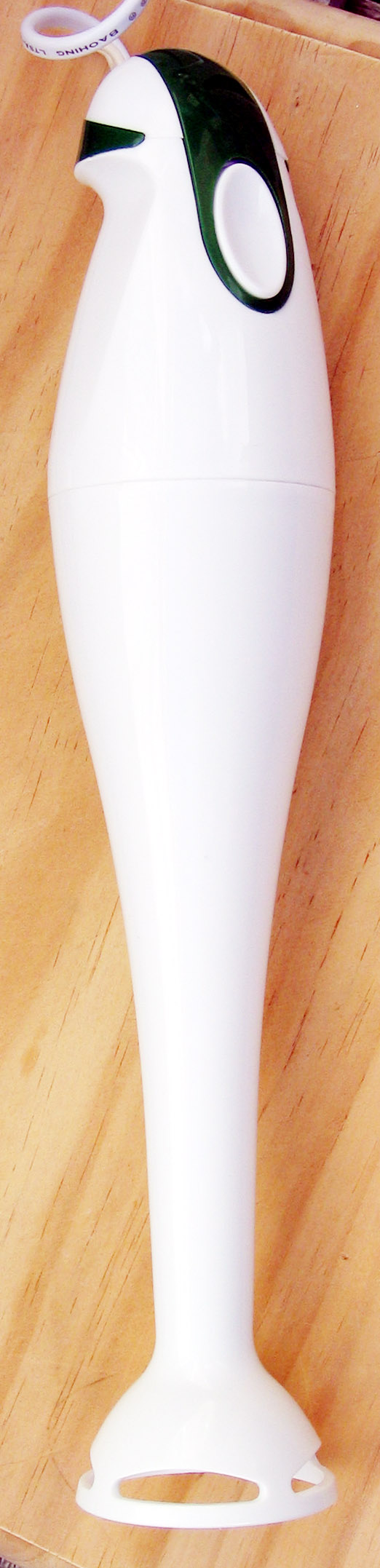
Batedor de braç

Un batedor de braç, batedor d'immersió o braç elèctric és un estri de cuina que serveix per barrejar ingredients. Consisteix en un motor elèctric dins d'un mànec amb un braç d'immersió que duu una paleta metàl·lica giratòria. Aquest disseny va revolucionar, entre d'altres, la manera de fer maionesa, tot convertint la tradicional batedora de got de 3 kg de pes en un electrodomèstic de poc més d'1 kg fàcil de netejar, que era més barat que altres aparells similars i que es podia penjar. L'èxit que va tenir va fer que s'exportés a 50 països i que s'arribessin a vendre més de 14 milions aparells a tot el món.

## Història
El suís Roger Perrinjaquet fou el primer a patentar, l'any 1950, un batedor de braç, descrit com el primer batedor d'immersió del món. El va anomenar bamix, abreviació de battre et mixer (batre i mesclar en francès). El 1954 Perrinjaquet va vendre els drets de patent a ESGE, una petita empresa que produïa motors elèctrics i que va començar a produir els primers aparells cap al final d'aquest any. El 24 d'abril de 1955 el nou batedor Bamix va ser presentat al públic per primer cop a la Fira de Hannover. Poc després el nou aparell va ser anomenat Zauberstab (vareta màgica) específicament per al mercat alemany. Curiosament, tot i que en l'actualitat el nom més comú en alemany és Pürierstab (vareta per a puré), en portugués es coneix com a Varinha mágica (vareta màgica).

### Minipimer
El Minipimer és un batedor de braç dissenyat per Gabriel Lluelles el 1959, mentre treballava a l'empresa Pimer, acrònim de Pequeñas Industrias Mecánico Eléctricas Reunidas, que més tard es fusionaria amb l'empresa alemanya Braun GmbH, actual propietària de la marca minipimer, nom amb el qual comercialitza els batedors de braç en castellà i en italià, mentre que per la resta d'idiomes utilitza el terme multiquick.

## Components i funcionament
Una batedora de mà consta principalment d'un motor elèctric situat al mànec i un eix que connecta aquest motor a les fulles situades a la part inferior. El motor impulsa les fulles, que giren a gran velocitat per triturar i barrejar els ingredients. Moltes batedores de mà modernes inclouen accessoris addicionals, com ara varetes batedores, picadores o processadors d'aliments, cosa que amplia la seva versatilitat a la cuina.

### Parts principals
- Motor: És el component que impulsa les fulles i pot variar en potència, generalment entre 150W i 1500W.
- Fulles: Fet de acer inoxidable, són les responsables de triturar i barrejar els ingredients.
- Eix: Connecta el motor amb les fulles i sol estar recobert de plàstic o metall, segons el model.
- Accessoris: Alguns models inclouen varetes addicionals, picadores i altres complements que poden ampliar la funcionalitat de l'aparell.

## Tipus de batedores de mà
Hi ha diferents tipus de batedores de mà en funció del seu disseny i potència:
- Domèstiques: Generalment més lleugeres i menys potents, adequades per a tasques senzilles a la cuina.
- Professionals: Més robustes i amb motors més potents, dissenyades per a un ús intensiu en entorns professionals.
- Industrials: Amb característiques avançades i una durabilitat excepcional, aquestes són utilitzades en cuines industrials i de gran demanda.

## Ús i aplicacions
Les batedores de mà són extremadament versàtils i s'utilitzen en una àmplia varietat de tasques culinàries:
- Batre clares d'ou o nata: Les varetes batedores que s'inclouen en molts models són ideals per batre a punt de neu o muntar nata.
- Preparació de purés i sopes: Són perfectes per fer purés directament a l'olla, sense necessitat de transferir els ingredients a una batedora tradicional.
- Triturar aliments: Poden triturar fruites, verdures i altres ingredients per preparar salses, batuts o smoothies.
- Emulsionar salses: Faciliten la preparació de maionesa, allioli i altres salses emulsionades.